# Henry Carr
Henry William Carr (Montgomery, 27 novembre 1942 – Griffin, 29 maggio 2015) è stato un velocista e giocatore di football americano statunitense, vincitore di due medaglie d'oro ai Giochi olimpici di Tokyo 1964.

## Biografia
Nato nel 1942 a Montgomery (Alabama), Henry Carr si mette in luce fin da giovane gareggiando per l'Università statale dell'Arizona. Con la maglia della sua università vince tre titoli nazionali, stabilendo record mondiali su 200 metri piani, 220 iarde e come membro della staffetta 4×440 iarde.
Nel 1963 vince il titolo NCAA dei 200 m piani con il tempo di 20"5. Nella stessa stagione Carr corre due volte sotto il primato mondiale; in una occasione sui 200 metri, con un 20"4, non ratificato, e successivamente in 20"3 sulle 220 iarde.
Anche nella stagione successiva Carr continua a migliorare primati stabilendo con 20"2 il nuovo record delle 220 iarde. La rivista Track and Field News lo elegge numero uno al mondo nei 200 m piani per due anni consecutivi, 1963 e 1964.
Ai Giochi olimpici di Tokyo 1964 arriva la consacrazione mondiale per Carr. Il velocista statunitense vince 2 medaglie d'oro; la prima sui 200 metri vincendo con il nuovo record olimpico (20"3) e la seconda con la staffetta 4×400 metri, stabilendo anche il nuovo primato mondiale con il tempo di 3'00"7.
Dopo le Olimpiadi Carr decide di concludere la sua carriera nell'atletica leggera e si dedica al football americano, giocando per tre stagioni (dal 1965 al 1968) con i New York Giants.

## Palmarès
| Anno | Manifestazione  | Sede  | Evento      | Risultato | Prestazione | Note            |
| ---- | --------------- | ----- | ----------- | --------- | ----------- | --------------- |
| 1964 | Giochi olimpici | Tokyo | 200 m piani | Oro       | 20"3        | Record olimpico |
| 1964 | Giochi olimpici | Tokyo | 4 × 400 m   | Oro       | 3'00"7      | Record mondiale |